# أبو خشم
أبو خشم (بالإنجليزية: Abo Khashem)‏، هي لعبة فيديو سعودية من نوع مغامرات ولعبة تقمص أدوار، تم تطويرها ونشرها عن طريق مؤسسة أبعاد متحرّكة، تم إصدارها في المتاجر الإلكترونية يوم 23 فبراير 2018, حيث تعمل منصات بلاي ستيشن 4، إكس بوكس ون، ومايكروسوفت ويندوز، ومعنى أبو خشم باللهجة السعودية «صاحب الأنف الكبير».

## نظرة عامة
لعبة أبو خشم هي لعبة ثلاثية الابعاد كوميدية الطابع. يتحرك اللاعب في عالم مفتوح واسع مليء بالتحدي والإثارة وذلك في أنحاء مدينة سعودية نموذجية مستخدما كل ما لديه من وسائل المواصلات سواء كانت الاقدام أم السيارات. يقابل اللاعب في ثنايا اللعبة شخصيات مختلفة منها وفي مقدمتها رفيق دربه اللماح الذكي 'شكمان' وبإمكانه أن يتحدث مع هذه الشخصيات ويتفاعل معها. يتعرض اللاعب إلى كثير من المفاجئات والتحديات ويستعين بما لديه من إمكانيات للتعامل معها. بإمكان اللاعب تملك ما يريد في المدينة من عقار ومحلات تجارية ومنازل ونحو ذلك، وسوف يضطر إلى الدخول في معارك خطرة مع أعدائه مستفيدا من خبراته وإمكانياته التي بناها على طول اللعبة وعرضها.

## لمحة تاريخية
يعود تاريخ الاهتمام بالألعاب العربية ثلاثية الأبعاد ذات الجودة العالية إلى سنوات طويلة مرت عندما كان بعض الهواة من الشباب السعودي يلتقون ويتبادلون الأراء حول برمجة لعبتهم الأولى. لم يكتب لتلك اللعبة أن ترى النور لأسباب تتعلق بظروف كثيرة يصعب حصرها في هذا المكان. مما حدا بهم لالغاء الفكرة تماما.
وبعد عدة سنوات، تطورت فيها صناعة الألعاب وتطور المستوى التقني والاحترافية لدى بعض من هؤلاء الشباب الطموح، وتشكلت لديهم علاقات دولية مثمرة، مما أدى لتلاقح الأفكار وظهور الحلم مرة أخرى. بدأ أفراد الفريق يلتقون ويقومون بالعصف الذهني لعدة لقاءات معظمها كان في مقاهي الرياض. تم تشكل الصورة بشكل أقرب للتنفيذ، وتم تقدير التكاليف المادية التي سوف تدفع بكاملها ذاتيا، حيث عجزت الجهود المتوالية عن الحصول عن رعاة لهذا المشروع، ربما بسبب حداثته في ثقافة المجتمع.
بدأت الخطوات الأولى بالحصول على التراخيص والسجل التجاري اللازم، وتم بناء ستويو خاص بمعايير مناسبة، وبدأ توزيع الأعمال ما بين إدارية وبرمجية وتصميمية، وصارت اللقاءات ترتب بشكل متتابع في ذلك الاستوديو حيث تم تسجيل المقاطع الصوتية والأدوار المناسبة من قبل شباب سعوديين. وفي الوقت نفسه كان هناك فريق يتابع تسجيل المقاطع الإنجليزية في استوديوهات مستأجرة في الولايات المتحدة الأمريكية.
تم عقد الاتفاقيات اللازمة مع عدة جهات منها شركة سوني بخصوص منصة بلاي ستيشن 4، وشركة مايكروسوفت بخصوص منصة إكسبوكس، ومنها موقع ستيم لألعاب الفيديو الخاص بالحاسب الآلي. كما شملت تلك العقود اتفاقيات تتعلق بالتسويق.
وبعد حولي 3 سنوات مرت مشحونة بالضغط والعمل الدؤوب من قبل الفريق، كان من ضمنها فترات تجربة الإصدارات الأولية (بيتا) والتغلب على الأخطاء (بقات) التي تظهر تباعا، وقعت في أكثر من 600 درورة اختبار، حتى استوت اللعبة على سوقها وصارت جاهزة للتسويق كباكورة مهمة تقع ضمن الأهداف الرئيسية لمؤسسة أبعاد متحركة.
يشار إلى أن الاسم الذي تم اختياره وهو (أبو خشم) كان يحمل في طياته الكثير من التلميح بطبيعة اللعبة حيث إنها تميل إلى الأسلوب الكوميدي. وبقي أن نذكر أن هذه اللعبة تقوم على قصة ممتعة، فحواها قيام عصابة من القطط المتوحشة الشريرة بالاستيلاء على مقدرات مدينة أطلق عليها (مدينة الجرادية)، والتأمر على البشر (بني آدم) مما حداهم إلى خداعهم وجرهم إلى مستشفاهم الرئيسي بالمدينة وإعطائهم عقارا يقود بالنهاية إلى فقد كامل للذاكرة. وشخصية اللعبة يقوم بدور عظيم في فك طلاسهم هذه العصابة بغرض استعادة السيطرة على المدينة والقضاء على تلك العصابة الماكرة بدعم من رفيق دربه المخص: شكمان.

## المميزات
- لعبة كوميدية موجهة للاعب واحد من نوع RPG
- عالم مفتوح
- عوالم أخرى ممتعة dungeons
- التفاعل مع الشخصيات والتحدث معها
- رفيق لعب ممتع (شكمان)
- اسلوب جديد بالتحكم لتكوين الضربات Combo Builder
- شجرة مهارات لتطوير اللاعب والمرافق
- زيادة مستوى اللاعب وقوته والحصول على نقاط تطوير خاصة
- معارك فريدة مع رؤساء عوالم اللعبة Boss Fights
- قدرة امتلاك المتاجر في المدينة وتطويرها وتوظيف موظفين
- الامتلاك لأي بيت في المدينة وتأثيثه
- ألعاب جانبية مثيرة
- إمكانية جمع القطع والأشياء
- مهام جانبية
- رسائل هاتفية نصية ممزوجة بروح الدعابة

## رؤية اللعبة
تهدف رؤية اللعبة أن الشخصية أبو خشم يبدأ اللعبة في مدينة الجرادية الافتراضية، حيث يقوم شخصية أبو خشم بمحاربة بعض أعداءه، والقيام ببعض المغامرات في الصحاري وبعض المناطق الجبلية، بالإضافة إلى تمكينه وتعلمه بأن يكون خبير العقارات، وتوفير العالم المفتوح.

## تقييم
موقع ميتاكريتيك صنفت 7 من 10، بينما موقع آي جي إن بالشرق الأوسط صنفت اللعبة 3.5 من 10 على أنها رديئة.

## المواقع الخارجية
- الموقع الرسمي
- صفحة اللعبة في موقع ستيم
- حساب لعبة أبو خشم بموقع تويتر
- لعبة أبو خشم في موقع بلاي ستيشن بالولايات المتحدة
- صفحة لعبة أبو خشم في موقع مايكروسوفت السعودية
- صفحة اللعبة في موقع imdb